# Cicindela terricola
Cicindela terricola är en skalbaggsart som beskrevs av Thomas Say 1824. Cicindela terricola ingår i släktet Cicindela och familjen jordlöpare.

## Underarter
Arten delas in i följande underarter:
- C. t. cinctipennis
- C. t. imperfecta
- C. t. kaibabensis
- C. t. lunalonga
- C. t. terricola